# Arthur Dansereau
 (juin 2023).
Pour les articles homonymes, voir Dansereau.
Arthur Dansereau, né à Contrecoeur le 5 juillet 1844 et mort à Montréal le 27 mars 1918, est un journaliste québécois, rédacteur en chef de La Minerve puis directeur politique du journal La Presse.

## Biographie
Son père, Clément Dansereau, et sa mère, Louise Fiset, habitaient à Contrecœur.  Il fait ses années d'école chez les Clercs de Saint-Viateur à Verchères. Il entre au collège de l'Assomption et y suit son cours classique de 1855 à 1862. Il s'y distingue, les cahiers d'honneur de l'institution en témoignant. 
Ses études terminées, à 18 ans, en 1862, le jeune Arthur se décida pour le droit. Son père, a-t-on raconté, conduisit son fils à Montréal, chez son ami Georges-Étienne Cartier, qui lui dit : « Clément, [...] ton garçon n'entrera pas dans mon bureau. Il se fait trop de politique ici. »[réf. nécessaire] Arthur Dansereau s'inscrivit aux cours de droit du McGill.  La même année, il était admis au barreau. 

### Carrière journalistique
Le nouvel avocat écrivait dans le journal La Minerve depuis 1862. Peu interessé par le milieu parlementaire et le milieu légal, il s'orienta vers le milieu journalistique à temps plein dans ce même journal dès 1863. C'était alors le principal organe conservateur qui bataillait pour les idées de Cartier et de MacDonald. 
En 1866, Dansereau y remplaçait Provencher à la direction. En 1872, il en devint même l'éditeur-propriétaire, tout en continuant d'en être le rédacteur en chef, et cela pendant une dizaine d'années. En 1882, quand La Presse fut fondée à Montréal par Alphonse Nantel et Blumhart, Dansereau en devint le directeur.  
L'année suivante, il fut chargé par le gouvernement Mousseau de mettre sur pied la bibliothèque du Parlement provincial. Il fit, dans ce but, un voyage d'études et de recherches en Europe. Revenu au pays, il reprit sa plume de rédacteur et directeur à La Presse. 
En février 1892, le gouvernement d'Ottawa nommait Dansereau maître des postes à Montréal. En 1899, il démissionnait de cette fonction, pour retourner à La Presse, dont il redevint le directeur politique.  
Selon L.-O. David, il décida Trefflé Berthiaume à acheter le journal, bientôt puissamment organisé. Dansereau garda son fauteuil de directeur jusqu'à la fin de sa carrière. En octobre 1907, ses amis nombreux  et de tous partis, fêtèrent, par un banquet au Canadian Club, ses quarante-cinq ans de journalisme. 
La maladie devait l'emporter en 1918. Peu auparavant, il prit une retraite complète. « Le plus vieux et l'un des plus instruits et des plus forts journalistes de son temps, Dansereau, pendant près d'un demi-siècle, a brillé au premier rang dans l'état-major du journalisme. », dit David sur sa tombe.   
Au cours de sa carrière, Dansereau a pris part, dans La Minerve et dans La Presse, à de nombreux combats. Il avait l'art de tourner l'article du jour avec un souci constant de l'actualité, une souple habileté et un accent de conviction, qui entraînait. Confident de tous les chefs politiques, il connaissait le dessous des cartes. Il évoluait avec une aisance pour l'affirmative ou pour la négative. 
À l'occasion, il traitait de théologie ou de sociologie, d'histoire ou de sciences. Il affichait une assurance imperturbable. S'il se trompait, ce qui est humain, il avait une manière à lui de s'expliquer, sans en avoir l'air, et il se tirait d'affaire sans dommage. Les initiés seuls comprenaient, la masse n'y voyait que du feu.  
Sa plume n'était pas d'une correction impeccable, mais était alerte et facile. Son érudition lui permettait de l'alimenter chaque jour. Les grandes questions, pour lesquelles il se passionnait, celle de la Confédération en 1866 et 1867, celle du Pacifique Canadien en 1870, 1872 et 1880, celle du Chemin de fer du Nord en 1881 ou 1882, celle du Grand-Tronc-Pacifique en 1903, le tinrent des semaines et des mois sur la brèche, jamais déconcerté, toujours prêt à l'attaque ou à la riposte. 
Dansereau a tenu une chronique scientifique dans le quotidien La Presse à partir de 1894. Il a couvert régulièrement les sciences dans un média de masse québécois. Il se documentait sur des sujets divers : médecine, darwinisme, aéronautique, automobile, sous-marins, téléphone, télégraphie, etc. Ses textes favorisaient l'ouverture des esprits aux sujets scientifiques de l'époque. Son intérêt pour les sciences se transposait dans sa mission sociale et politique. Ainsi, plusieurs de ses éditoriaux concernaient la médecine et l'alimentation. Par exemple, dans une chronique de 1916, il soutenait que la margarine constituait un aliment économique qui devait être accessible aux familles en temps de guerre. En 1917, il a prôné les bienfaits du pain brun par rapport au pain blanc et il a mis en garde la population contre les modes dans l'alimentation. 
Il bataillait ferme et allègrement pour toutes les mesures qu'il jugeait progressives. Confident de Cartier en sa jeunesse, grand ami de Chapleau plus tard, soutien de Laurier sur la fin, il ne s'embarrassait guère de ce qu'il avait pu écrire précédemment. Il eut souscrit volontiers à ce qu'écrivait récemment, dans une revue de France, M. Louis Barthou, l'homme d'État bien connu : « Mauvais éloge d'un homme que de dire de lui : "Son opinion politique n'a pas varié depuis quarante ans." C'est dire que pour lui il n'y a eu ni expérience de chaque jour, ni réflexion, ni repli de la pensée sur les faits. C'est louer une eau d'être stagnante, un arbre d'être mort, c'est préférer l'huître à l'aigle. Tout est variable au contraire dans l'opinion. Rien n'est absolu dans les choses politiques, excepté la moralité intérieure de ces choses... ». 
Dansereau, conseiller des uns, défenseur des autres, pourvoyeur d'idées et d'arguments pour beaucoup, fut longtemps, derrière la scène, embusqué dans son journal. Ainsi que l'écrivait DeCelles, au lendemain de sa mort : « Toutes les grandes polémiques du temps le virent sans cesse, au plus fort de la mêlée, avec sa plume redoutable comme une épée. »
Avec beaucoup de difficultés sur la fin, se soutenant à peine sur ses béquilles, assisté de sa fille, Mlle Jeannine, il se rendait à l'église pour recevoir la sainte communion. « C'est à moi d'aller au bon Dieu, ce n'est pas au bon Dieu de venir à moi. » Il meurt à Montréal le 27 mars 1918, travaillant encore au journal La Presse.